# المور (کهگیلویه)
المور یک منطقهٔ مسکونی در ایران است که در دهستان طیبی سرحدی غربی واقع شده‌است. المور ۲۹۵ نفر جمعیت دارد.